# Greta Meyer
Pour les articles homonymes, voir Meyer.
Greta Meyer est une actrice américaine d'origine allemande, née le 7 août 1883 dans l'Empire allemand (lieu inconnu), morte le 8 octobre 1965 à Gardena (Californie).

## Biographie
Issue d'une famille d'acteurs de théâtre, Greta Meyer y débute dans son pays natal, avant d'émigrer en 1923 aux États-Unis, où elle s'installe définitivement, obtenant la citoyenneté américaine.
Au cinéma, hormis un court métrage autrichien (1917) et le film néerlandais De jantjes (1922), elle fait essentiellement carrière dans son pays d'adoption, durant la période du parlant.
Après un premier film américain sorti en 1929 (Die Königsloge, tourné en langue allemande), suit Cette nuit ou jamais de Mervyn LeRoy (1931, avec Gloria Swanson) ; dans cette adaptation de la pièce éponyme, Melvyn Douglas, Ferdinand Gottschalk, Robert Greig et elle y reprennent les rôles qu'ils tenaient à Broadway, de novembre 1930 à juin 1931.
Parmi ses soixante-treize autres films américains (parfois dans des petits rôles non crédités), citons Le Revenant de Berthold Viertel (1932, avec Claudette Colbert et Clive Brook), Suzy de George Fitzmaurice (1936, avec Jean Harlow et Franchot Tone), Toute la ville danse de Julien Duvivier (1938, avec Luise Rainer et Fernand Gravey), ou encore Chante mon amour de W. S. Van Dyke (1940, avec Jeanette MacDonald et Nelson Eddy).
Son dernier film est Une romance américaine de King Vidor (avec Brian Donlevy et Ann Richards), sorti en 1944, après quoi elle se retire.

## Filmographie partielle
(films américains, sauf mention contraire)
- 1922 : De jantjes de Maurits Binger et B. E. Doxat-Pratt (film néerlandais) : Toffe Jans
- 1929 : Die Königsloge de Bryan Foy : Mme Barker
- 1931 : Cette nuit ou jamais (Tonight or Never) de Mervyn LeRoy : Emma
- 1932 : Une femme survint (Flesh) de John Ford : Mme Herman
- 1932 : Le Revenant (The Man from Yesterday) de Berthold Viertel : La propriétaire de l'auberge
- 1932 : Grand Hotel d'Edmund Goulding : La gouvernante de la chambre 174

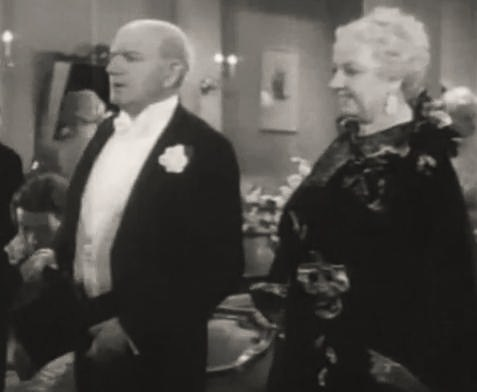
Avec Joseph Cawthorn, dans Young and Beautiful (1934)

- 1933 : The Chief de Charles Reisner
- 1933 : La Sœur blanche (The White Sister) de Victor Fleming : La mère allemande
- 1933 : The Nuisance (en) de Jack Conway  : Mme Mannheimer
- 1933 : Danseuse étoile (Stage Mother) de Charles Brabin
- 1933 : Deux Femmes (Pilgrimage) de John Ford : Mme Haberschmidt
- 1933 : Un rêve à deux (Let's Fall in Love) de David Burton : Lisa
- 1933 : Moi et le Baron (Meet the Baron) de Walter Lang
- 1933 : Mademoiselle Volcan (Bombshell) de Victor Fleming : La masseuse de Lola
- 1934 : Entrée de service (Servants' Entrance) de Frank Lloyd et Walt Disney : Anna
- 1934 : Souvent femme varie (Forsaking All Others) de W. S. Van Dyke : Bella
- 1934 : Young and Beautiful de Joseph Santley : Mme Cline
- 1934 : Le Grand Barnum (The Mighty Barnum) de Walter Lang : La servante de Jenny Lind
- 1934 : Strange Wives de Richard Thorpe : Hilda
- 1935 : La Fugue de Mariette (Naughty Marietta) de Robert Z. Leonard et W. S. Van Dyke : Frau Schuman
- 1935 : Biography of a Bachelor Girl d'Edward H. Griffith : Minnie
- 1935 : Le Retour de Peter Grimm (The Return of Peter Grimm) de George Nichols Jr. et Victor Schertzinger : Marta
- 1935 : Les Hommes traqués (Public Hero n° 1) de J. Walter Ruben : La gouvernante
- 1936 : Sa femme et sa secrétaire (Wife vs. Secretary) de Clarence Brown : Molly
- 1936 : Spendthrift de Raoul Walsh : Hilda
- 1936 : Suzy de George Fitzmaurice : Mme Schmidt
- 1936 : Ils étaient trois (These Three) de William Wyler : La serveuse viennoise
- 1936 : L'Enchanteresse (The Gorgeous Hussy) de Clarence Brown : Frau Oxenrider
- 1936 : Une fine mouche (Libeled Lady) de Jack Conway : La servante de Connie Allenbury
- 1937 : Heidi la sauvageonne (Heidi) d'Allan Dwan : La deuxième villageoise
- 1937 : Bill Cracks Down (en) de William Nigh : Hilda
- 1937 : Le Prince X (Thin Ice) de Sidney Lanfield : Martha
- 1937 : Night of Mystery d'Ewald André Dupont : Mme Mannheim
- 1938 : Toute la ville danse (The Great Waltz) de Julien Duvivier : Mme Vogelhuber
- 1939 : Veillée d'amour (When Tomorrow Comes) de John M. Stahl : L'infirmière de Madeleine
- 1939 : Femmes (The Women) de George Cukor : La masseuse
- 1940 : Chante mon amour (Bitter Sweet) de W. S. Van Dyke : Mama Luden
- 1941 : Viens avec moi (Come Live with Me) de Clarence Brown : Frieda
- 1942 : Quelque part en France (Reunion in France) de Jules Dassin : Une cliente
- 1942 : Friendly Enemies d'Allan Dwan : Gretchen
- 1944 : Une romance américaine (An American Romance) de King Vidor : Mama Hartzler

## Théâtre à Broadway
- 1930-1931 : Cette nuit ou jamais (Tonight or Never) de Lili Hatvany, production et mise en scène de David Belasco : La servante